# Xerosaprinus psyche
Xerosaprinus psyche är en skalbaggsart som först beskrevs av Thomas Casey 1916.  Xerosaprinus psyche ingår i släktet Xerosaprinus och familjen stumpbaggar. Inga underarter finns listade i Catalogue of Life.